# Ptenopus kochi
Ptenopus kochi là một loài thằn lằn trong họ Gekkonidae. Loài này được Haacke mô tả khoa học đầu tiên năm 1964.